# Rhododendron tomentosum
Espèce
Classification phylogénétique
Le lédon des marais (Rhododendron tomentosum) est une espèce de plantes de la famille des Ericaceae. On la trouve en Amérique du Nord et en Eurasie, dans les tourbières et les toundras boréales. Cette espèce est souvent confondue dans la littérature avec le thé du Labrador (Rhododendron groenlandicum, anciennement Ledum groenlandicum), largement utilisée en phytothérapie et aromathérapie. Il convient de ne pas confondre ces deux espèces car le lédon des marais contient une toxine, l'andromédotoxine, rendant son usage dangereux tandis que le thé du Labrador en est dépourvu.
Elle est utilisée en homéopathie contre la goutte et les rhumatismes.
En Europe du nord-ouest (Allemagne, Belgique, Grande-Bretagne), le lédon des marais entrait dans la composition d'un mélange, le gruit, servant à parfumer la bière, utilisé du Moyen Âge jusqu'au XVIe siècle puis tombé en désuétude avec la généralisation de l'usage du houblon.

## Synonymes
- Ledum tomentosum Stokes
- Ledum palustre L.
- Rhododendron palustre (L.) Kron & Judd